# Trangan
Trangan ist die größte der indonesischen Aru-Inseln in der Arafurasee. Mit 2149 km² belegt sie Platz 31 der größten Inseln Indonesiens. Politisch gehört sie zur Provinz Maluku.

## Geographie
Die Insel bildet den südlichen Teil der Aru-Inseln, die nur durch schmale Kanäle voneinander getrennt werden. Der Maikoor-Fluss trennt sie im Norden von den Inseln Maikoor, Lorang und Murai (von Westen nach Osten). Nördlich davon liegen die anderen beiden großen Inseln der Gruppe, Kobroor und Tanahbesar (Wokam). Im Norden 240 km und im Osten 430 km entfernt befindet sich Neuguinea. Im Westnordwesten erreicht man nach 130 km die Kei-Inseln, im Westsüdwesten nach 230 km die Tanimbarinseln. Im Süden befindet sich, 510 km entfernt, Australien.
Trangan ist 87 km lang und 57 breit, die Küstenlinie ist 403,1 km lang. Die Insel ist sehr flach, sie erreicht maximal etwa 100 Meter. Ihre Küste ist von vielen Buchten und Kanälen eingebuchtet und hat viele vorgelagerte Inseln. Auffällig ist ein großer Kanal im Westen, der 33 km (über die Hälfte) ins Innenland hineinreicht. Die größten Dörfer der Insel sind Doka im Inselinneren und Rebi an der nördlichen Westküste.
Auf Trangan herrscht tropisches Klima. Die Jahresdurchschnittstemperatur beträgt 22 °C bei Monatsdurchschnittstemperaturen zwischen 21 (Juli) und 24 °C (Februar). Die Jahresniederschlagsmenge beläuft sich auf 1763 mm, mit 317 mm im Mai und 19 mm im August. Die Insel ist hauptsächlich von immergrünem Laubwald bedeckt.